# Ryan Sharp

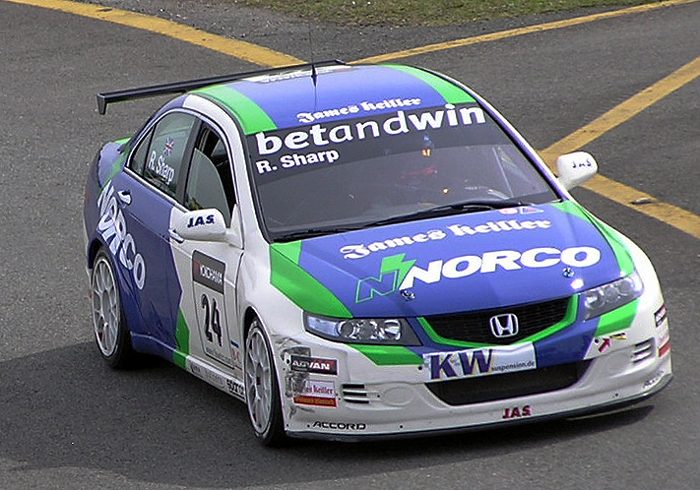
Ryan Sharp (2006) met Honda Accord Euro R tijdens World Touring Car Championship 2006

Ryan Sharp (Newtonhill, 29 april 1979) is een autocoureur uit Schotland die anno 2009 in de FIA GT rijdt.

## Loopbaan
- 2000: Britse Formule Ford.
- 2001: Britse Formule Ford.
- 2001: Formule Renault 2.0 UK.
- 2002: Formule Renault 2.0 UK.
- 2002: Eurocup Formule Renault 2.0, team Fortec Racing.
- 2003: Eurocup Formule Renault 2.0.
- 2003: Formule Renault 2.0 Italië.
- 2003: Formule Renault 2.0 Duitsland (kampioen).
- 2003: Formule Renault V6 Eurocup, team SportsRacing Team Sweden (2 races).
- 2004: Formule Renault V6 Eurocup, team Jenzer Motorsport (2 overwinningen, 2e in kampioenschap).
- 2005: Formule Renault 3.5 Series, team Jenzer Motorsport (10 races).
- 2005: GP2, team David Price Racing (13 races).
- 2006: WTCC, team JAS Motorsport (3 independents overwinningen, 14 races).
- 2007: FIA GT, team Jetalliance Racing (3 overwinningen, met Karl Wendlinger, 2e in kampioenschap).
- 2008: FIA GT, team Jetalliance Racing (3 overwinningen, met Karl Wendlinger)
- 2009: FIA GT, team Jetalliance Racing (1 overwinning, met Karl Wendlinger)

## GP2 resultaten
- Races cursief betekent snelste ronde

| Jaar | Inschrijving       | 1          | 2          | 3          | 4          | 5          | 6         | 7         | 8          | 9          | 10         | 11         | 12         | 13         | 14      | 15      | 16      | 17      | 18      | 19      | 20      | 21      | 22      | 23      | Rang | Punten |
| ---- | ------------------ | ---------- | ---------- | ---------- | ---------- | ---------- | --------- | --------- | ---------- | ---------- | ---------- | ---------- | ---------- | ---------- | ------- | ------- | ------- | ------- | ------- | ------- | ------- | ------- | ------- | ------- | ---- | ------ |
| 2005 | David Price Racing | SMR FEA NF | SMR SPR 14 | ESP FEA NF | ESP SPR 16 | MON FEA NF | EUR FEA 9 | EUR SPR 9 | FRA FEA 19 | FRA SPR NF | GBR FEA NF | GBR SPR NC | GER FEA 11 | GER FEA 13 | HUN FEA | HUN SPR | TUR FEA | TUR SPR | ITA FEA | ITA SPR | BEL FEA | BEL SPR | BHR FEA | BHR SPR | 23   | 2      |